# Octaspidiotus tripurensis
Octaspidiotus tripurensis är en insektsart som beskrevs av Sadao Takagi 1984. Octaspidiotus tripurensis ingår i släktet Octaspidiotus och familjen pansarsköldlöss. Inga underarter finns listade i Catalogue of Life.